# Reinventing Organizations
Reinventing Organizations: A Guide to Creating Organizations Inspired by the Next Stage of Human Consciousness é um livro escrito por Frédéric Laloux e publicado em 9 de fevereiro de 2014. Ele lista os diferentes paradigmas das organizações humanas ao longo dos tempos e propõe um novo: a organização Teal. Este último é construído sobre três pilares relacionados à integridade, autogestão e propósito evolutivo.

## Sinopse
Conforme a humanidade evolui, os modelos antigos/existentes de organização podem ser inadequados para as novas necessidades, aspirações e desafios. Este livro mostra os conceitos e práticas de uma nova geração de organizações que deram o salto para operar de uma forma mais profunda, objetiva e produtiva, permitindo assim que as pessoas façam um trabalho produtivo e significativo, desenvolvam seus talentos/potencial e cumpram sua vocação. O livro mostra como os modelos organizacionais humanos evoluíram, por que provavelmente a humidade está à beira de outra mudança de paradigma, como várias organizações pioneiras já deram o salto para adotar novos modelos organizacionais e quais as condições essenciais necessárias para fazer essa mudança de paradigma.